# Žvižgači
Žvižgači (znanstveno ime Ochotonidae) so družina v redu Lagomorpha (zajci in žvižgači), kamor spadajo tudi Leporidae (zajci in kunci). V družino uvrščamo en rod, Ochotona, vanj pa 30 vrst. Žvižgače imenujemo tudi piskači ali pike. Podobni so hrčku, v resnici pa so sorodniki zajcev. Beseda »pika« naj bi izhajala iz tunguške besede »piika« ali pa morda iz ruske besede »pikat'«, kar pomeni cviliti. 

## Življenjski prostor
Žvižgači živijo na območjih s hladnim podnebjem, predvsem v Aziji, Severni Ameriki in delih vzhodne Evrope. Evrazijski žvižgači živijo v družinah in si delijo nabiranje hrane in stražo. Severnoameriški (O. princeps in O. collaris) so samotarski.
V evrazijskih gorovjih si žvižgači svoje votline pogosto delijo s planinskimi vrabci, ki v njih gnezdijo.

## Aktivnost
Žvižgači so nabolj aktivni pred začetkom zime. Ker nimajo zimskega spanja, so za toplot in hrano odvisni od nabranega sena. Žvižgači nabirajo svežo travo in jo odlagajo v kupe, da se posuši. Potem tako seno odvlečejo v votline in ga shranijo. Neredko tudi kradejo seno drugih žvižgačev. Nastale spore pogosto izkoristijo sosednji plenilci, kot so dihurji in velike ptice.

## Vrste
- RED LAGOMORPHA[1]
  - družina Ochotonidae: žvižgači ali pike
    - rod Ochotona
      - podrod Pika: severni žvižgači
        - alpski žvižgač/altajski žvižgač, Ochotona alpina
        - srebrni žvižgač, Ochotona argentata
        - Ochotona collaris
        - hoffmannov žvižgač Ochotona hoffmanni
        - severni žvižgač/sibirski žvižgač Ochotona hyperborea
        - pallasov žvižgač, Ochotona pallasi
        - ameriški žvižgač, Ochotona princeps
        - turučanski žvižgač, Ochotona turuchanensis

      - podrod Ochotona: žvižgači grmičastih step
        - sivi žvižgač, Ochotona cansus
        - Ochotona curzoniae
        - davrijski žvižgač, Ochotona dauurica
        - Ochotona huangensis
        - nubrski žvižgač, Ochotona nubrica
        - pritlikavi žvižgač, Ochotona pusilla
        - afganistanski žvižgač, Ochotona rufescens
        - moupinov žvižgač, Ochotona thibetana
        - thomasov žvižgač, Ochotona thomasi

      - podrod Conothoa: gorski žvižgači
        - kitajski rdeči žvižgač, Ochotona erythrotis
        - forrestov žvižgač, Ochotona forresti
        - gaoligonški žvižgač, Ochotona gaoligongensis
        - gloverjev žvižgač, Ochotona gloveri
        - himalajski žvižgač, Ochotona himalayana
        - ilienski žvižgač, Ochotona iliensis
        - kozlov žvižgač, Ochotona koslowi
        - ladaški žvižgač, Ochotona ladacensis
        - velikouhi žvižgač, Ochotona macrotis
        - mulijski žvižgač, Ochotona muliensis
        - črni žvižgač, Ochotona nigritia
        - royleov žvižgač, Ochotona roylei
        - turkestanski rdeči žvižgač, Ochotona rutila